# Telescopio espacial Spitzer
El telescopio espacial Spitzer (SST por sus siglas en inglés), conocido inicialmente como Instalación de Telescopio Infrarrojo Espacial o SIRTF de sus siglas en inglés, fue un observatorio espacial infrarrojo, el cuarto y último de los Grandes Observatorios de la NASA. Otros telescopios espaciales en el infrarrojo que han precedido al Spitzer fueron los telescopios IRAS e ISO.
Fue lanzado el 25 de agosto de 2003 desde el Centro Espacial Kennedy usando como vehículo un Delta II. Mantuvo una órbita heliocéntrica similar a la de la Tierra, pero que lo aleja de nuestro planeta a razón de unos 15 millones de kilómetros por año. Spitzer va equipado con un telescopio reflector de 85 cm de diámetro. La vida útil del telescopio Spitzer viene limitada, como en otros telescopios infrarrojos espaciales, por la tasa de evaporación del helio líquido que se utiliza como refrigerante. Inicialmente, se esperaba que el helio durase un mínimo de 2.5 años y un máximo de 5. El helio líquido se agotó el 15 de mayo de 2009, lo que supone una duración de más de 5.5 años. 
Después de 16 años de actividad, el telescopio Spitzer fue desactivado y retirado el 30 de enero de 2020.
El costo total de la misión se ha estimado en 670 millones de dólares. Entre los retos tecnológicos de esta misión se encontraba la realización del espejo principal de berilio.
Manteniendo la tradición de la NASA, el telescopio fue renombrado después de su demostración de operación exitosa, en 18 de diciembre de 2003. A diferencia de la mayoría de los telescopios, que son nombrados por un panel de científicos, el nombre de este fue obtenido de un concurso abierto solo a niños. El nombre final proviene del doctor Lyman Spitzer, Jr., considerado uno de los científicos más influyentes del siglo XX y uno de los primeros impulsores de la idea de telescopios espaciales proponiendo esta posibilidad en los años cuarenta. 
Con el Spitzer se quiere estudiar objetos fríos que van desde el sistema solar exterior hasta los confines del universo. Este telescopio constituye el último elemento del programa de Grandes Observatorios de la NASA, y uno de los principales elementos del Programa de Búsqueda Astronómica de los Orígenes (Astronomical Search for Origins Program). El telescopio contiene tres instrumentos capaces de obtener imágenes, realizar fotometría en el intervalo de 3 a 180 micras y obtener espectros de gran resolución en el intervalo de 5 a 100 micras.

## Historia
A principios de la década de 1970, los astrónomos comenzaron a considerar la posibilidad de colocar un telescopio infrarrojo por encima de los efectos de oscurecimiento de la atmósfera terrestre. En 1979, un informe del Consejo Nacional de Investigación de la Academia Nacional de Ciencias, titulado A Strategy for Space Astronomy and Astrophysics for the 1980s, identificó un Shuttle Infrared Telescope Facility (SIRTF) como «una de las dos principales instalaciones de astrofísica [que se desarrollarán] para Spacelab», una plataforma transportada por un transbordador. Anticipando los principales resultados de un próximo satélite Explorer y de la misión del transbordador, el informe también favoreció el «estudio y desarrollo de... vuelos espaciales de larga duración de telescopios infrarrojos enfriados a temperaturas criogénicas».
El lanzamiento en enero de 1983 del Satélite Astronómico Infrarrojo, desarrollado conjuntamente por los Estados Unidos, los Países Bajos y el Reino Unido, para realizar el primer estudio infrarrojo del cielo, abrió el apetito de los científicos de todo el mundo para misiones espaciales de seguimiento aprovechando las rápidas mejoras en la tecnología de detección de infrarrojos.
Las observaciones infrarrojas anteriores habían sido realizadas tanto por observatorios basados en el espacio como en tierra. Los observatorios terrestres tienen el inconveniente de que en longitud de onda o frecuencias infrarrojas, tanto la atmósfera de la Tierra como el propio telescopio irradian (brillan) intensamente. Además, la atmósfera es opaca en la mayoría de las longitudes de onda infrarrojas. Esto requiere largos tiempos de exposición y disminuye en gran medida la capacidad de detectar objetos débiles. Podría compararse con tratar de observar las estrellas en el óptico al mediodía desde un telescopio construido con bombillas. Los observatorios espaciales anteriores (como IRAS, el Satélite Astronómico Infrarrojo y el ISO, el Observatorio Espacial Infrarrojo) se lanzaron durante las décadas de 1980 y 1990 y desde entonces se han logrado grandes avances en la tecnología astronómica.
La mayoría de los primeros conceptos contemplaban vuelos repetidos a bordo del transbordador espacial de la NASA. Este enfoque se desarrolló en una era en la que se esperaba que el programa del Transbordador admitiera vuelos semanales de hasta 30 días de duración. Una propuesta de la NASA de mayo de 1983 describió a SIRTF como una misión adjunta a un transbordador, con una carga útil de instrumentos científicos en evolución. Se anticiparon varios vuelos con una probable transición a un modo de operación más extendido, posiblemente en asociación con una futura plataforma espacial o estación espacial. SIRTF sería una instalación multiusuario de clase de un metro, enfriada criogénicamente, que constaría de un telescopio e instrumentos de plano focal asociados. Se lanzaría en el transbordador espacial y permanecería conectado al transbordador como carga útil del laboratorio espacial durante las observaciones astronómicas, después de lo cual sería devuelto a la Tierra para su renovación antes de volver a volar. Se esperaba que el primer vuelo se realizara alrededor de 1990 y que los vuelos siguientes comenzaran aproximadamente un año después. Sin embargo, el vuelo Spacelab-2 a bordo del STS-51-F mostró que el entorno del transbordador no era adecuado para un telescopio infrarrojo a bordo debido a la contaminación del vacío relativamente «sucio» asociado con los orbitadores. En septiembre de 1983, la NASA estaba considerando la «posibilidad de una misión SIRTF [de vuelo libre] de larga duración».
Spitzer es el único de los Grandes Observatorios no lanzado por el Transbordador espacial, como se pretendía originalmente. Sin embargo, después del desastre del Challenger de 1986, la etapa superior del Shuttle-Centaur, que habría sido necesaria para colocarlo en su órbita final, fue abandonada. La misión se sometió a una serie de rediseños durante la década de 1990, principalmente debido a consideraciones presupuestarias. Esto resultó en una misión mucho más modesta pero aún totalmente capaz que podría usar el vehículo de lanzamiento desechable Delta II más pequeño.

Una animación de la trayectoria del telescopio espacial Spitzer en relación con la Tierra.
Telescopio espacial Spitzer·
Tierra

Uno de los avances más importantes de este rediseño fue el uso de una órbita terrestre trasera. Los satélites criogénicos que requieren temperaturas de helio líquido (LHe, T ≈ 4 K) en una órbita cercana a la Tierra suelen estar expuestos a una gran carga de calor de la Tierra y, en consecuencia, requieren grandes cantidades de refrigerante LHe, que luego tiende a dominar la masa de carga útil total y limita la vida de la misión. Colocar el satélite en órbita solar lejos de la Tierra permitió un enfriamiento pasivo innovador. El escudo solar protegió al resto de la nave espacial del calor del Sol, el lado más alejado de la nave espacial se pintó de negro para mejorar la radiación pasiva de calor y el bus de la nave espacial se aisló térmicamente del telescopio. Todas estas opciones de diseño se combinaron para reducir drásticamente la masa total de helio necesaria, lo que resultó en una carga útil más pequeña y liviana en general, lo que resultó en un gran ahorro de costos, pero con un espejo del mismo diámetro que el diseñado originalmente. Esta órbita también simplificó la orientación del telescopio, pero requirió la red de espacio profundo de la NASA para las comunicaciones.
El paquete de instrumentos principal (telescopio y cámara criogénica) fue desarrollado por Ball Aerospace & Technologies, en Boulder, Colorado. Los instrumentos individuales fueron desarrollados conjuntamente por instituciones industriales, académicas y gubernamentales, siendo los directores Cornell, la Universidad de Arizona, el Observatorio Astrofísico Smithsoniano, Ball Aerospace, y Centro de vuelo espacial Goddard. Los detectores infrarrojos de longitud de onda más corta fueron desarrollados por Raytheon en Goleta, California. Raytheon usó antimoniuro de indio y un detector de silicio dopado en la creación de los detectores infrarrojos. Estos detectores son cien veces más sensibles que los que estaban disponibles al comienzo del proyecto durante la década de 1980. Los detectores de infrarrojo lejano (70-160 μm) fueron desarrollados conjuntamente por la Universidad de Arizona y el Laboratorio Nacional Lawrence Berkeley (Lawrence Berkeley National Laboratory) utilizando galio dopado con germanio. La nave espacial fue construida por Lockheed Martin. La misión fue operada y administrada por el Laboratorio de Propulsión a Chorro y el Spitzer Science Center, ubicado en el campus de Caltech en Pasadena, California.

### Misión cálida y fin de misión
Spitzer se quedó sin refrigerante de helio líquido el 15 de mayo de 2009, lo que detuvo las observaciones de infrarrojo lejano. Solo el instrumento IRAC permaneció en uso, y solo en las dos bandas de longitud de onda más cortas (3.6 μm y 4.5 μm). La temperatura de equilibrio del telescopio estaba entonces alrededor de 30 K (−243 °C), e IRAC continuó produciendo imágenes valiosas en esas longitudes de onda como la «Misión Cálida Spitzer».
Al final de la misión, ~2016, la distancia de Spitzer a la Tierra y la forma de su órbita significaron que la nave espacial tuvo que inclinarse en un ángulo extremo para apuntar su antena a la Tierra. Los paneles solares no estaban completamente iluminados en este ángulo, y esto limitó esas comunicaciones a 2.5 horas debido al agotamiento de la batería. El telescopio se retiró el 30 de enero de 2020. cuando la NASA envió una señal de apagado al telescopio desde el Complejo de comunicaciones del espacio profundo de Goldstone (GDSCC) instruyendo al telescopio para que entre en modo seguro.  Después de recibir la confirmación de que el comando fue exitoso, el Gerente del Proyecto Spitzer, Joseph Hunt, declaró oficialmente que la misión había terminado.

## Investigaciones
En mayo del 2007 obtuvo datos sobre un diminuto planeta al que se denominó HD14026b, el planeta extrasolar era el más caliente registrado hasta ese momento con 3700 °C en superficie.
En agosto del 2008 detectó una inmensa cantidad de vapor de agua dentro de un sistema estelar en formación llamado NGC 1333-IRAS 4B. El vapor procedente de la nube central del sistema cae sobre un disco de polvo estelar del que surgirían los planetas y cometas. Este sistema crece dentro de su núcleo frío de gas y polvo. El director del estudio Dan M. Watson, de la Universidad de Rochester, en Nueva York dijo: «por primera vez estamos viendo cómo llega el agua hasta el lugar en el que se formarían los planetas».

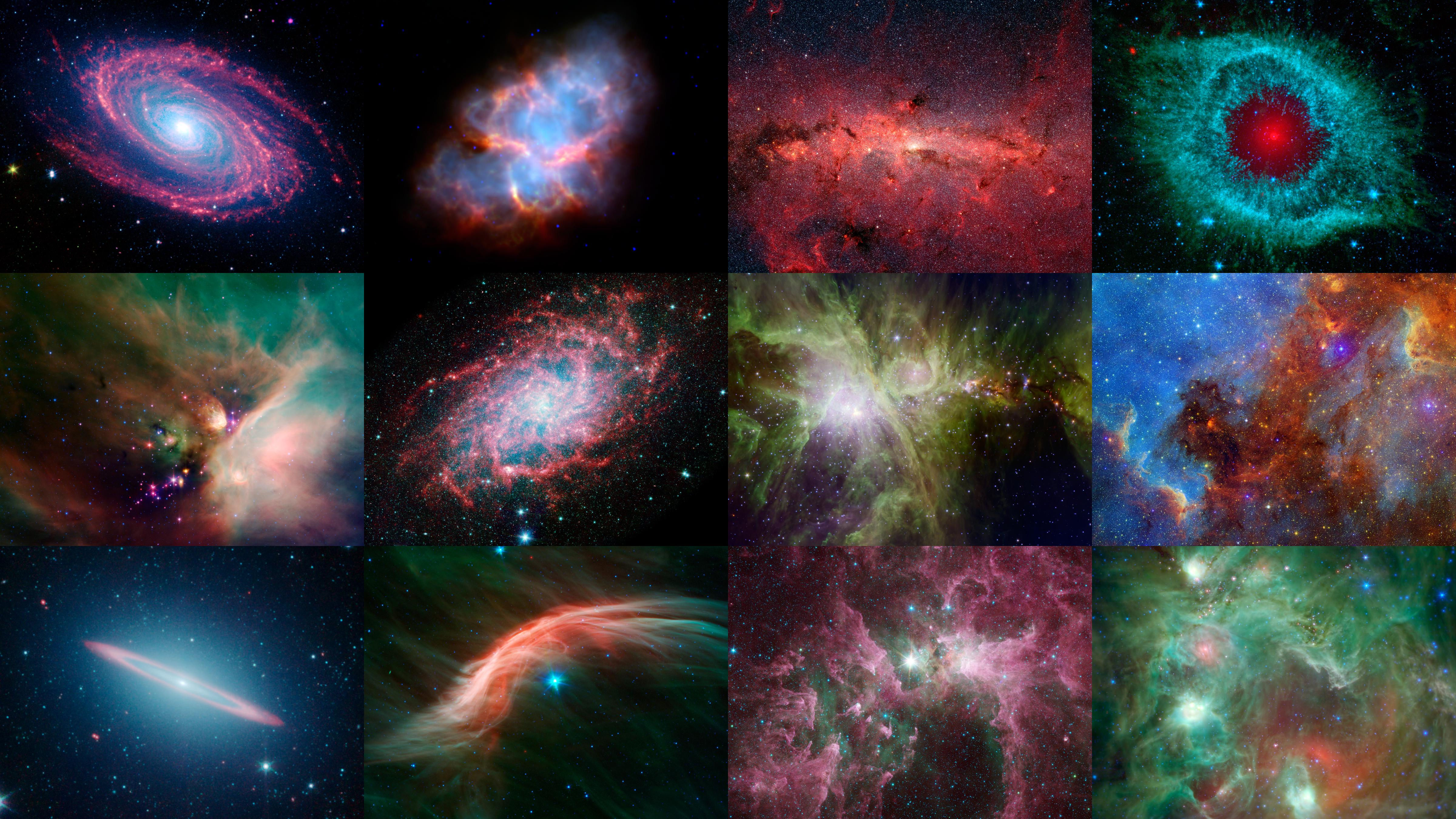
Fotografías a falso color de galaxias tomadas por el telescopio.

## Instrumentos

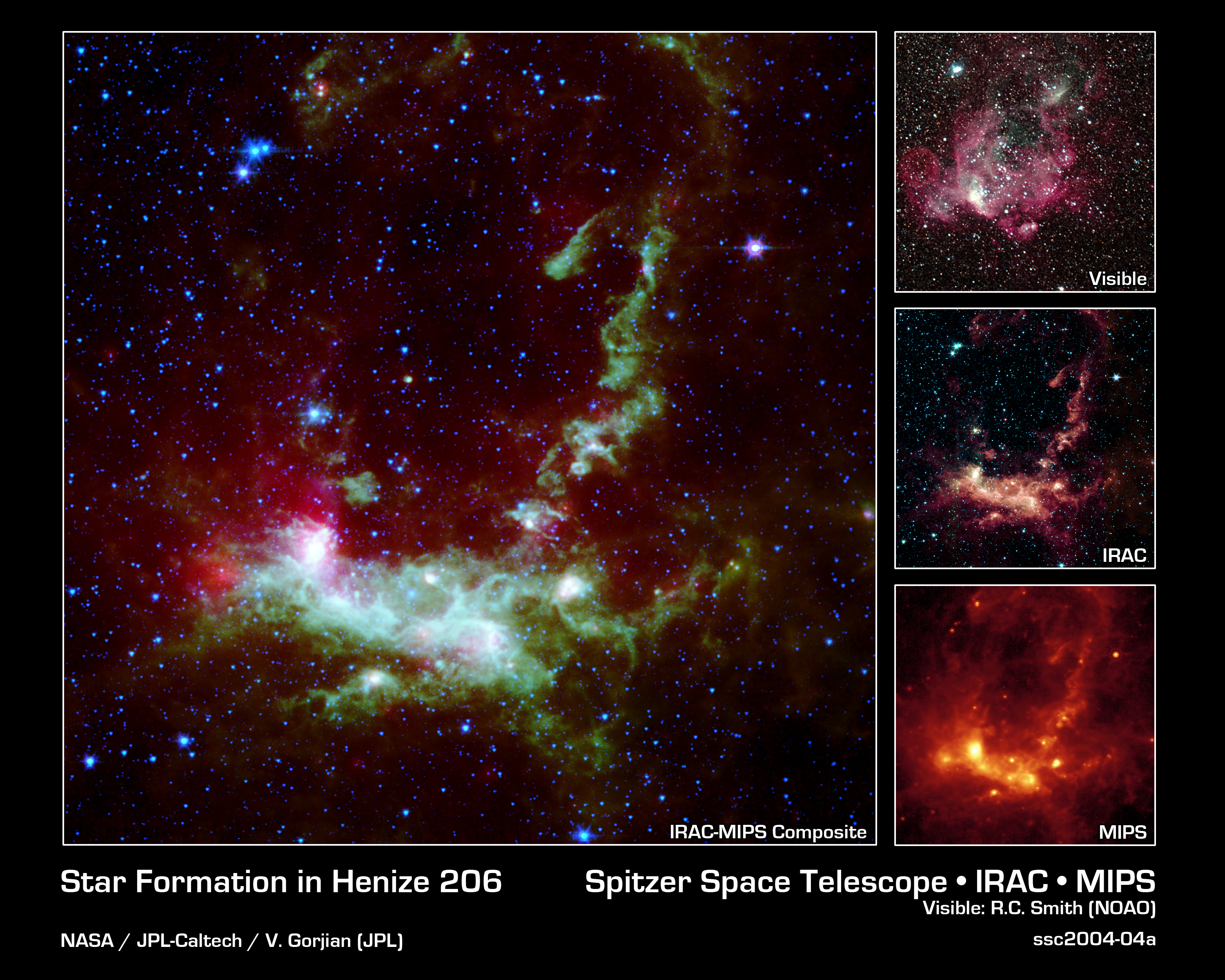
Un Henize 206 visto por diferentes instrumentos en marzo de 2004. Las imágenes separadas de IRAC y MIPS están a la derecha.

Spitzer lleva tres instrumentos a bordo:
Infrared Array Camera (IRAC)
Una cámara de infrarrojos que funcionaba simultáneamente en cuatro longitudes de onda (3.6 μm, 4.5 μm, 5.8 μm y 8 μm). Cada módulo usaba un detector de 256 × 256 píxeles: el par de longitud de onda corta usaba tecnología de antimoniuro de indio, el par de longitud de onda larga usaba tecnología de conducción de banda de impurezas de silicio dopado con arsénico. El investigador principal fue Giovanni Fazio de Center for Astrophysics | Harvard & Smithsonian; el hardware de vuelo fue construido por el Centro de Vuelo Espacial Goddard de la NASA.
Infrared Spectrograph (IRS)
Un espectrómetro de infrarrojos con cuatro submódulos que funcionan en longitudes de onda de 5.3 a 14 μm (baja resolución), de 10 a 19.5 μm (alta resolución), de 14 a 40 μm (baja resolución) y de 19 a 37 μm (alta resolución). Cada módulo usaba un detector de 128 × 128 píxeles: el par de longitud de onda corta usaba tecnología de banda de impureza bloqueada con silicio dopado con arsénico, el par de longitud de onda larga usaba tecnología de banda de impureza bloqueada con silicio dopado con antimonio. El investigador principal fue James R. Houck de la Universidad de Cornell; el hardware de vuelo fue construido por Ball Aerospace.
 Multiband Imaging Photometer for Spitzer (MIPS)
Tres conjuntos de detectores en el infrarrojo medio a lejano (128 × 128 píxeles a 24 μm, 32 × 32 píxeles a 70 μm, 2 × 20 píxeles a 160 μm). El detector de 24 μm es idéntico a uno de los módulos de longitud de onda corta del IRS. El detector de 70 μm usó tecnología de germanio dopado con galio, y el detector de 160 μm también usó germanio dopado con galio, pero con tensión mecánica agregada a cada píxel para reducir la banda prohibida y extender la sensibilidad a esta longitud de onda larga. El investigador principal fue George H. Rieke de la Universidad de Arizona; el hardware de vuelo fue construido por Ball Aerospace.
Los tres instrumentos utilizaron helio líquido para enfriar los sensores. Una vez que se agotó el helio, solo se usaron las dos longitudes de onda más cortas en IRAC en la «misión cálida».